# Petalostelma martianum
Petalostelma martianum är en oleanderväxtart som beskrevs av Fourn.. Petalostelma martianum ingår i släktet Petalostelma och familjen oleanderväxter. Inga underarter finns listade i Catalogue of Life.